# Crabtree
Pour les articles homonymes, voir Crabtree (homonymie).
Crabtree est une municipalité située dans la MRC de Joliette, dans la région administrative de Lanaudière, au Québec, au Canada.

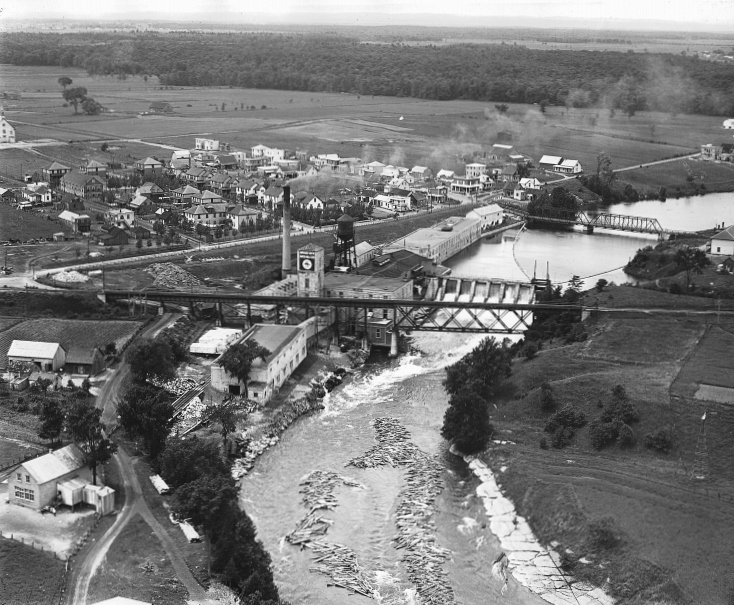
Usine de papier Howard Smith, Crabtree, 1925.

## Toponymie
La municipalité doit son nom à Edwin Crabtree qui y a ouvert en 1905 un moulin à scie et à pulpe. 

## Histoire

### Chronologie
- 13 décembre 1921 : Érection de la paroisse de Sacré-Cœur-de-Jésus.
- 1er janvier 1945 : Création de la municipalité de village de Crabtree du détachement de la paroisse de Sacré-Cœur-de-Jésus.
- 2 février 1991 : La paroisse de Sacré-Cœur-de-Jésus change de nom pour devenir Sacré-Cœur-de-Crabtree.
- 12 juin 1993 : La municipalité de village de Crabtree deviens la municipalité de Crabtree.
- 23 octobre 1996 : La municipalité de Sacré-Cœur-de-Crabtree est annexée à la municipalité de Crabtree.
- 18 novembre 2023 : La municipalité obtient le statut de ville.

## Géographie
Crabtree est traversée par la route 158.
La rivière Rouge conflue au centre de la municipalité avec la rivière Ouareau qui traverse la municipalité du nord-ouest au sud-est.

## Démographie
| 1991  | 1996  | 2001  | 2006  | 2011  | 2016  | 2021  |
| ----- | ----- | ----- | ----- | ----- | ----- | ----- |
| 2 157 | 2 339 | 3 330 | 3 441 | 3 887 | 3 958 | 4 155 |

## Administration
Les élections municipales se font en bloc pour le maire et les six conseillers.
| Crabtree Maires depuis 2001                                                                                          |               |                   |          |
| Élection | Maire         | Qualité           | Résultat |
| 2001 | Denis Laporte | Maire depuis 1994 | Voir     |
| 2005 | Denis Laporte | Maire depuis 1994 | Voir     |
| 2009 | Denis Laporte | Maire depuis 1994 | Voir     |
| 2013 | Denis Laporte | Maire depuis 1994 | Voir     |
| 2017 | Mario Lasalle |                   | Voir     |
| 2021 | Mario Lasalle | Voir              |          |
| Élection partielle en italique Depuis 2005, les élections sont simultanées dans toutes les municipalités québécoises |               |                   |          |

## Économie
L'usine de papier, qui génère plus de 600 emplois, utilise les eaux de la rivière Ouareau. Le moulin originale est construit 1905 par Edwin Crabtree (Bury, Angleterre, 1847 – Montréal, 1935) pour être racheté dans les années 20 par la Howard Smith Paper Mills Limited puis par la Scott Paper Company en 1957 et finalement acquis en 1997 par la Kruger,.
On trouve aussi à Crabtree des fermes de production laitière.

## Attraits
La principale attraction environnementale de la municipalité est la grotte du trou de fée, il s'agit d'une grotte souterraine de 133 m de long.
La petite municipalité est également l'hôte de plusieurs courses internationales de vélo BMX puisqu'elle compte l'une des plus belles pistes en Amérique.

## Éducation
La Commission scolaire des Samares administre les écoles francophones:
- École Sacré-Coeur-de-Jésus[9]

La Commission scolaire Sir Wilfrid Laurier administre les écoles anglophones:
- École primaire Joliette à Saint-Charles-Borromée[10]
- École secondaire Joliette à Joliette[11]